# Frank Livingstone
Frank Livingstone (Nueva Zelanda, 1 de agosto de 1886-17 de agosto de 1966) fue un jugador neozelandés de bowls. 
En los juegos de la Mancomunidad de 1938 celebrados en Sídney ganó la medalla de plata en la competición masculina. Livingstone died on 17 August 1966 and was buried at Waikaraka Cemetery in Onehunga.
En 2013 fue incluido en el Bowls New Zealand Hall of Fame.

## Vida privada
Se casó con Hazel Irene McMaster en 1915.